# 余艾玟
余艾玟（1995年12月27日—），是一名出生於臺灣桃園縣（今桃園市）的射擊運動員，曾參加過2012年夏季奧林匹克運動會。
她也為臺灣取得2016年夏季奧林匹克運動會女子10米空氣手槍的參賽資格。

## 外部連結
- 余艾玟在ISSF（英语）
- 余艾玟在Olympedia（英语）